# Acide pétrosélinique
L'acide pétrosélinique est un acide gras monoinsaturé correspondant à l'acide cis-Δ6 18:1 n-12. Isomère naturel de l'acide oléique, on le trouve dans certaines graisses et huiles d'origine animale comme végétale. 